# Sankt Nikolaj Kirke (Egernførde)
 Der er for få eller ingen kildehenvisninger i denne artikel, hvilket er et problem. Du kan hjælpe ved at angive troværdige kilder til de påstande, som fremføres i artiklen.

|  | Der findes andre kirker med dette navn, se Sankt Nikolaj Kirke. |
Sankt Nikolaj Kirke er en treskibet, sengotisk teglstenkirke i den tyske by Egernførdes centrum i Slesvig-Holsten (Sydslesvig). Kirken er opført i 1400-tallet. En tårnrest i kirkeskibet minder måske om en endnu tidligere senromansk bygning. Karakteristisk er er det store tag med den spidshjelmede tagrytter fra 1400-tallet.
Freskerne i kirkens indre er fra 1578. Den centralt placerede og dekorerede bronzedøbefont, som bæres af fire løvefigurer, er fremstillet i 1588. 
Prædikestolen fra 1605 er skåret i renæssancestil af Hans Gudewert den Ældre. Hans søn Hans Gudewerth den Yngre har skåret den rigt ornamenterede altertavle fra 1640 samt to af kirkens epitafier. Kapellerne i den vestlige del af sideskibene er indrettet i 1600-tallet. Slægten Ahlefeldt har sit eget kapel i det tidligere sakristi. Der findes adskillige gravsten af skalk- og sandsten. Ankeret ved kirkens østgavl er opsat til minde om de cirka 100 danske søfolk, der fandt døden under Søslaget i Egernførde Fjord under Treårskrigen i 1849.
- Linjeskibet Christian VIIIs anker på kirkens østgavl